# All I Ever Need Is You
All I Ever Need Is You é o quarto álbum de estúdio da dupla Sonny & Cher, lançado em 1971, lançado em 1972 pela Kapp/MCA Records. O álbum alcançou o número 14 no quadro da Billboard e foi certificado de ouro pelas vendas de 500 mil exemplares.

## Informações do álbum
O álbum foi lançado no início de 1972, estreando no quadro de álbuns do Billboard 200 no # 96 na data de 26 de fevereiro e depois alcançou o nº 14 em 29 de abril. 
A faixa-título foi um hit de dez melhores, alcançando o # 7 no gráfico de US Hot 100 e um # 1 no gráfico de Adult Contemporary . O próximo single, "A Cowboy's Work is Never Done" também se tornou um hit de dez melhores, alcançando o #8 no US Hot 100. Seu top 40 single de seguimento, "When You Say Love", não foi retirado deste LP, mas Seu lado B foi "Crystal Clear/Muddy Waters".
O álbum é em grande parte uma coleção de covers incluindo "More Today Than Yesterday" (originalmente da The Spiral Starecase) e "United We Stand". A única música interpretada por Bono  foi o solo "You Better Sit Down Kids", que anteriormente era um dos dez maiores sucessos de Cher.

## Faixas

### Lado A
1. "All I Ever Need Is You" (Jimmy Holiday, Eddie Reeves) - 2:38
2. "Here Comes That Rainy Day Feeling Again" (Roger Cook, Roger Greenaway, Tony Macaulay) - 2:33
3. "More Today Than Yesterday" (Pat Upton) - 2:30
4. "Crystal Clear/Muddy Waters" (Linda Laurie) - 2:39
5. "United We Stand" (Tony Hiller, Peter Simons) - 2:35

### Lado B
1. "A Cowboy's Work Is Never Done" (Sonny Bono) - 3:14
2. "I Love What You Did With The Love I Gave You" (Linda Laurie, Annette Tucker) - 2:20
3. "You Better Sit Down Kids" (Sonny Bono) - 3:16
4. "We'll Watch The Sun Coming Up (Shining Down On Our Love)" (Austin Roberts, Christopher Welch) - 2:29
5. "Somebody" (Sonny Bono) - 3:07

## Paradas e certificações
| Paradas (1972)             | Pico posição |
| -------------------------- | ------------ |
| Canadá (Billboard)         | 7            |
| Estados Unidos (Billboard) | 14           |

| Região                                                 | Certificação | Unidades certificadas / Vendas |
| ------------------------------------------------------ | ------------ | ------------------------------ |
| Estados Unidos (RIAA)                                  | Ouro         | 500,000 ^                      |
| ^ números de embarques baseados apenas na certificação |              |                                |

## Créditos

### Pessoal
- Vozes principais: Cher
- Vozes principais: Sonny Bono

### Produção
- Produtor: Snuff Garrett
- Produtor: Denis Pregnolato